# Гаврилки (Смоленская область)
Гаврилки — деревня в Вяземском районе Смоленской области России. Входит в состав Ермолинского сельского поселения. Население — 10 жителей (2011).
Расположена в восточной части области в 23 км к северо-востоку от Вязьмы, в 6 км южнее автодороги М1 «Беларусь», на берегу реки Велья. В 16 км южнее деревни расположена железнодорожная станция Исаково на линии Вязьма — Калуга.
| 2015 |
| ---- |
| 0    |

## История
В годы Великой Отечественной войны деревня была оккупирована гитлеровскими войсками в октябре 1941 года, освобождена в марте 1943 года.